# 시리완나와리
시리완나와리 공주(태국어: สิริวัณณวรี, 1987년 1월 8일 ~)은 태국의 왕족이다. 라마 10세 국왕의 딸이며 라마 9세(푸미폰 아둔야뎃) 전임 국왕의 손녀이기도 한 그녀의 정식 명칭은 솜뎃 프라짜오록트 짜오파 시리완나와리 나리랏라자칸야(태국어: สมเด็จพระเจ้าลูกเธอ เจ้าฟ้าสิริวัณณวรี นารีรัตนราชกัญญา)이다.
나리랏 공주는 배드민턴과 승마 선수로도 활동하고 있다. 2006년 도하 아시안 게임에서는 배드민턴에, 2014년 인천 아시안 게임에서는 승마 종목에 출전하였다. 나리랏 공주는 9세 때 프랑스 유학 중에 승마장에 간 것을 계기로 마장마술에 관심을 두게 되었다고 밝혔다.

## 가족 관계

### 조부모와 부모
- 조부 : 태국 라마 9세국왕
- 조모 : 시리낏왕태후
- 부친 : 태국 라마 10세국왕
- 모친 : 수자리니 위왓차라웡

### 남동생
1. 주타왓 마히돌군 – 왕실 지위에서 제거됨
2. 왓차레설 마히돌군 – 왕실 지위에서 제거됨
3. 작끄리왓 마히돌군 – 왕실 지위에서 제거됨
4. 왓차라우이 마히돌군 – 왕실 지위에서 제거됨